# Олександрівський горб
Олександрівський горб — комплексна пам'ятка природи місцевого значення в Україні, розташована в Лубенському районі Полтавської області, біля села Олександрівка.

## Опис
Олександрівський горб оголошений комплексною пам'яткою природи рішенням Полтавської обласної ради від 30 січня 1995 року. Площа території становить 12,4 га.
Територія охороняється з метою збереження унікальних природних комплексів, а також типових ландшафтів регіону. Заповідна зона включає в себе рослинність, характерну для Полтавщини. Степовий природний комплекс на правому березі річки Сула служить середовищем існування рідкісних видів флори і фауни.

## Галерея

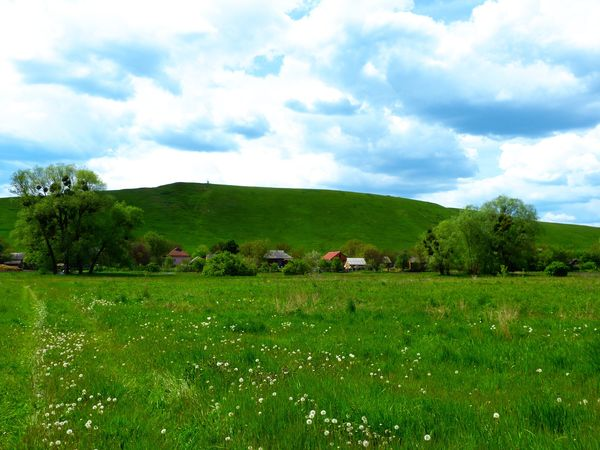
Гора Пріся